# Lo procés de les olives
Lo procés de les olives o Lo procés de les olives e disputa dels jóvens hi dels vells és un debat literari iniciat el 1495 o el 1496 i publicat el 1497 entre Bernat Fenollar, Narcís Vinyoles, Joan Moreno, Jaume Gassull i Baltasar Portell sobre el tema de les aptituds sexuals dels homes vells.

## Anàlisi
Es tracta d'una composició de caràcter culte escrita en la variant valenciana de la segona meitat del segle XV i revela un model lingüístic acurat i homogeni. El tema tractat, les imatges i els dobles sentits que contínuament apareixen en el text no modifiquen aquesta opció lingüística. De fet, hi trobem solucions que apareixen en altres obres del mateix Fenollar, com també en altres autors del XV.